# Hotel Černý kůň (Kutná Hora)
Hotel Černý kůň, nazýván v některých pramenech také jako hotel U černého koně, byl původně městský dvoupatrový zděný dům se sedlovou střechou, který se nachází v Kutné Hoře na adrese Kollárova 314/6. Jednalo se o hodnotnou budovu a součást památky Světového kulturního a přírodního dědictví UNESCO, která byla v roce 2020 z bezpečnostních důvodů stržena.

## Historie domu
Gotické sklepy, přízemí a patro původního domu pochází pravděpodobně již z 2. poloviny 14. století. Dům, který v minulosti sloužil i jako krčma U Mědínků ve svých Pamětech zmiňuje Mikuláš Dačický z Heslova, který byl jejím pravidelným návštěvníkem. V období, kdy dům sloužil jako hospoda U černého koně sem rád chodil barokní malíř Petr Brandl, který bydlel v sousedním domě, a který zemřel na dvorku tohoto hostince. Další osobností navštěvující hostinec při svém pobytu v Kutné Hoře byl Karel Havlíček Borovský a Jakub Arbes. Jakub Arbes, redaktor nově založeného časopisu Vesna, zde byl ubytovaný po svém příjezdu do Kutné Hory. 
Od druhé poloviny 15. století až do 18. století prošla budova stavebními úpravami, které stály za změnou její podoby. Po velkém požáru města Kutné Hory v roce 1823 bylo domu zazděno podloubí, které bylo v minulosti běžnou součástí domů ve městech. 
V roce 1904 bylo k domu přistaveno druhé poschodí. Budova hotelu byla ve 20. století přestavěna místním architektem Jaromírem Dajbychem (1883–1956), který na domu v roce 1919 vytvořil modernistickou fasádu. 
Po roce 2000 došlo k úplnému zřícení zadní části domu, které bylo zapříčiněno kvůli radikálnímu zásahu do celého levého dvorního křídla gotického původu. 
Budova dlouhodobě chátrala, poslední zajišťovací práce zde proběhly přibližně v polovině devadesátých let. V roce 2013 byla zazděna všechna okna hlavního průčelí domu. V roce 2020 došlo ke stržení domu. 
Hostinec se zapsal i do dějin kutnohorského divadla, neboť zde po svém založení v roce 1843 hrál divadlo kutnohorský ochotnický divadelní sbor.

## Název
V minulosti se původně Mědínkovský či Pilgramovský dům, který ve středověku plnil funkci oblíbené krčmu nazýval jako krčma U Mědínků. Později změnil název na hospoda U černého koně. Proslavil se také pod názvy jako hotel Černý kůň a kavárna Na Slovance.